# Osmanska Ungern

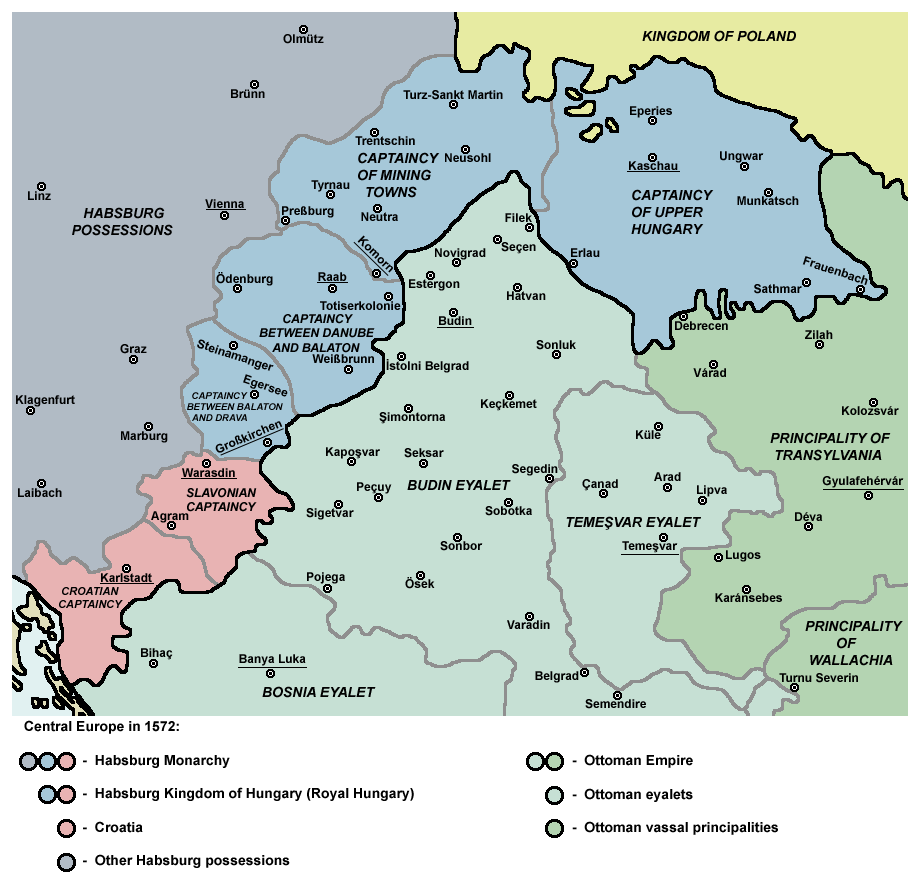
Uppdelningen av Ungern år 1572.
Kungliga Ungern, under Österrike
Osmanska provinser
Osmanska vasallstater

Osmanska Ungern betecknar de delar av det medeltida Kungariket Ungern som tillföll Osmanska riket år 1541 och årtiondena därefter. I princip hela Stora ungerska slättlandet, Banatet och östra och centrala Transdanubien var under turkiskt styre från mitten av 1500-talet fram till freden i Karlowitz 1699. Osmanska Ungern var ingen enhetlig administrativ region utan utgjordes av ett antal direktstyrda provinser samt en vasallstat, Östra ungerska kungariket (från 1571 Furstendömet Transsylvanien).

## Historia

### Bakgrund
På 1500-talet expanderade Osmanska riket gradvis i Balkan samtidigt som Kungariket Ungern lamslogs av bondeuppror och adelsdispyter. Efter att ha erövrat Belgrad år 1521 lät sultan Süleyman I invadera Ungern och besegrade den ungerska hären i slaget vid Mohács 1526. Ludvig II av Ungern stupade varefter Ungern stod både ledarlöst och utan krigsförmåga. Huvudstaden Buda plundrades men sedan drog sig turkarna tillbaka vilket resulterade i ett maktvakuum i landet. Med stöd av den ungerska lågadeln och sultanen valdes vojvoden av Transsylvanien, Johan Zápolya, till ny kung av Ungern kort därefter. Samtidigt valdes ärkehertig Ferdinand av Österrike också till kung av Ungern med stöd av magnaterna i landets västra delar. När Ferdinand försökte hävda sina anspråk på hela kungariket genom att ena sina områden (Kungliga Ungern) med de delar som Johan Zápolya kontrollerade gick Osmanska riket in för att skydda sin kandidat till Ungerns krona och belägrade Wien 1529. Samma år svor Johan Zápolya trohet till sultanen och de östra delarna av det gamla Kungariket Ungern, sedermera kallade Östra ungerska kungariket, blev en vasallstat till Osmanska riket.

### Konsolidering av det osmanska styret
Tvisten om vem som var rättmätig kung av Ungern löstes tillfälligt genom förlikningen i Grosswardein år 1538 där det bestämdes att båda parter skulle erkänna varandras anspråk på Ungerns krona och behålla de delar man redan kontrollerade, vilket befäste uppdelningen av landet. När den barnlöse Zápolya sedan avled skulle hans anspråk och områden tillfalla huset Habsburg. Johan Zápolya avled 1540, men inte barnlös; samma år hade han fått sonen Johan Sigismund med sin hustru Isabella Jagellonica. Hon blev förmyndare åt sin son och bad omgående sultan Süleyman om hjälp för att låta Johan Sigismund få överta anspråken på Ungerns krona från fadern. Österrike gick då i krig för att säkra ärkehertig Ferdinands anspråk, Osmanska riket annekterade mellersta och södra Ungern samt huvudstaden Buda år 1541 och Süleyman garanterade Johan Sigismund Zápolyas rätt till resterna av Östra ungerska kungariket, som Johan II. Riksförståndaren biskop Georg Martinuzzi, som med sultanens godkännande formellt samregerade med Isabella Jagellonica, bytte dock sida och anordnade 1551 den då elvaårige Johan Sigismunds abdikation till förmån för ärkehertig Ferdinand i utbyte mot att Ferdinand erkände Johan Sigismund som vasallfurste av Transsylvanien. Men när en österrikisk här marscherade in i östra Ungern för att verkställa maktöverlämnandet besegrades de av turkiska styrkor varpå biskop Martinuzzi mördades. 1556 återställde en riksförsamling Johan Sigismund Zápolya som kung av Östra ungerska kungariket. Samma år valdes han också till furste av Transsylvanien, ursprungligen en del av Kungariket Ungern men som sedan rikets splittring de facto blivit självständigt.
Längs med gränslandet mellan Osmanska rikets och habsburgarnas territorium pågick kontinuerligt krig, nya fortifikationer restes och Militärgränsen bildades. Trots det lyckades inte Ferdinand erövra resten av Ungern. Istället köpte han sig tillfällig fred med turkarna år 1562. Sultanen kunde utnyttja de förföljelser som protestanter utsattes för under motreformationen i Habsburgska monarkins länder genom att ge dem fristad i de osmanska provinserna och försvaga motståndet från hans egna katolska undersåtar.

### Vasallskap över Transsylvanien
Johan Sigismund Zápolya gick i freden i Speyer 1570 med på att avsäga sig anspråken på Ungerns krona. Den tysk-romerske kejsaren Maximilian II, Ferdinands efterträdare, blev därmed oomtvistad kung av Ungern och erkände i gengäld Johan Sigismund som furste av Transsylvanien och "en del av Konungariket Ungern", dvs de delar av östra Ungern som huset Zápolya fortfarande kontrollerade (Partium). Formellt blev han därmed en vasall till den enda kungen av Ungern, kejsar Maximilian. Johan Sigismund dog barnlös året därpå och de transsylvanska ständerna valde Stefan Báthory till ny furste; denne återställde genast vasallskapet till Osmanska riket.

## Administrativ indelning

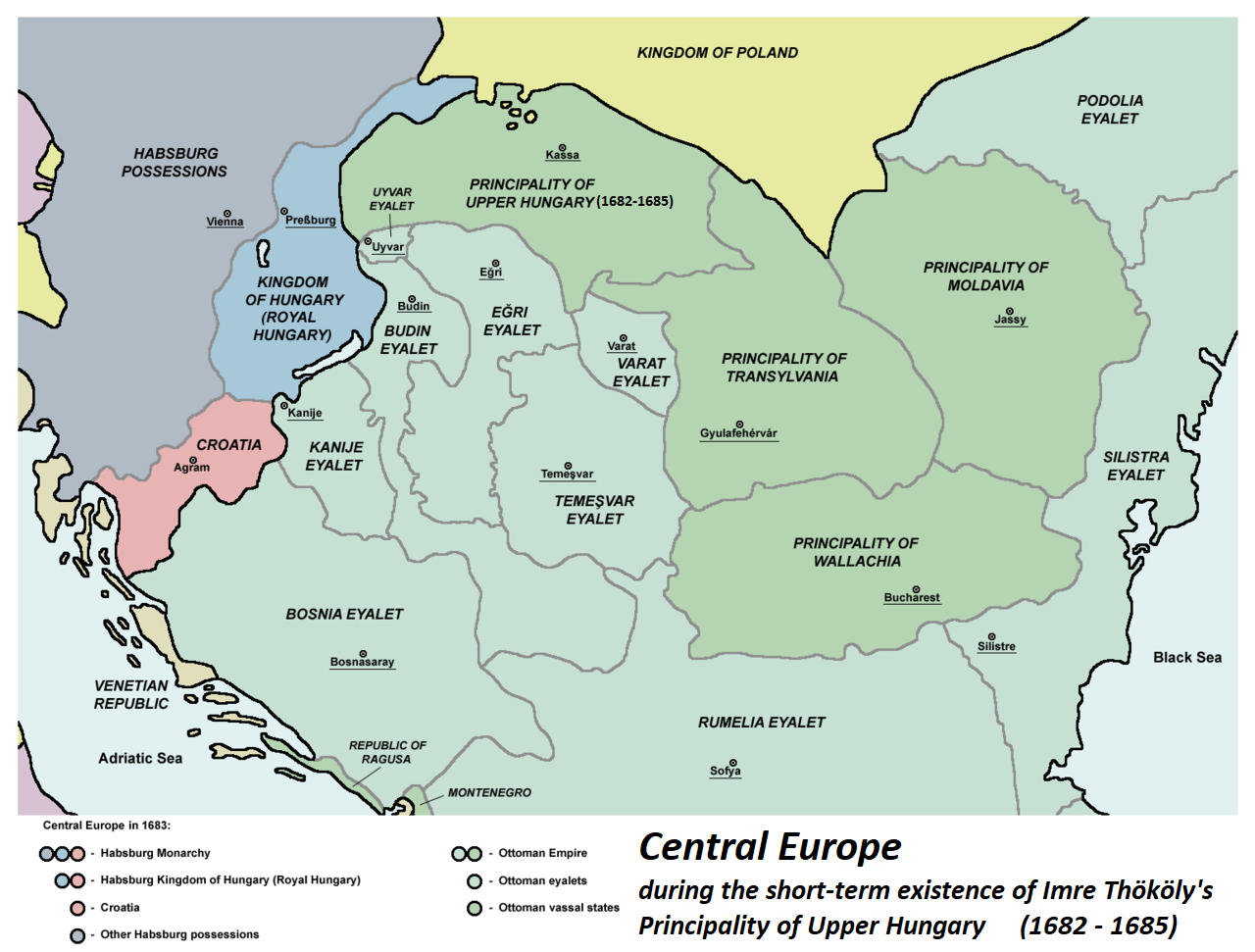
Osmanska provinser och vasallstater i Östeuropa, år 1683.

Erövringen av Buda 1541 ledde till behovet att skapa nya provinser (eyalet) i Osmanska rikets europeiska territorier vid sidan om det medeltida eyaletet Rumelien. 1541 skapades eyaletet Budin med Buda som provinshuvudstad men med ytterligare expansion under årtiondena som följde framtvingades skapandet av nya provinser för att bättre kunna administrera området.
- Eyaletet Budin. Bildades 1541, splittrades 1686.
- Eyaletet Temeşvar. Bildades 1552, erövrades av Österrike 1716.
- Eyaletet Sigetvar. Bildades 1596, inkorporerades i eyaletet Kanije 1600.
- Eyaletet Egīr. Bildades 1596, erövrades av Österrike 1687.
- Eyaletet Kanije. Bildades 1600, erövrades av Österrike 1690.
- Eyaletet Varat. Bildades 1660, erövrades av Österrike 1692.